# X Factor (India)
X Factor è la versione indiana del talent show musicale britannico The X Factor, in cui concorrono aspiranti cantanti pop scelti attraverso audizioni. Il programma è andato in onda sul canale indiano Sony Entertainment Television.
La prima edizione si è conclusa il 2 settembre 2011 con la vittoria di Geet Sagar; la seconda edizione, andata in onda nel 2012, ha visto trionfare il gruppo True Words.

## Riassunto delle stagioni
- "Uomini 15-24" o "16-25" in azzurro
- "Donne 15-24" in rosa
- "25+" in verde
- "Gruppi" in giallo

| Stagione | Inizio         | Fine             | Vincitore  | Secondo posto | Terzo posto   | Giudice vincitore     | Conduttore     | Sponsor           | Giudici                                                     | Giudici speciali |
| -------- | -------------- | ---------------- | ---------- | ------------- | ------------- | --------------------- | -------------- | ----------------- | ----------------------------------------------------------- | ---------------- |
| Prima    | 29 maggio 2011 | 2 settembre 2011 | Geet Sagar | Seema Jha     | Sadja Sisters | Shreya Ghoshal        | Aditya Narayan | Onida Electronics | Shreya Ghoshal Sonu Nigam Sanjay Leela Bhansali             | Pritam           |
| Seconda  | 4 gennaio 2012 | 20 aprile 2012   | True Words | Rafat Bahl    | Deepana       | Sanjay Leela Bhansali | Aditya Narayan | Onida Electronics | Shreya Ghoshal Sonu Nigam Sanjay Leela Bhansali Asha Bhosle | N.A              |

## Premi per i vincitori
Il vincitore di X Factor India riceve un premio in denaro di Rs. 50 Lakh, un'automobile ed un contratto discografico della Sony BMG. Inoltre i giudici hanno scelto per ogni settimana la migliore esibizione che è stata premiata con un TV Led offerto dallo sponsor Onida Electronics.